# Greeniella ferreae
Greeniella ferreae är en insektsart som först beskrevs av Rutherford 1914.  Greeniella ferreae ingår i släktet Greeniella och familjen pansarsköldlöss.
Artens utbredningsområde är Sri Lanka. Inga underarter finns listade i Catalogue of Life.